# Semperella
Semperella is een geslacht van sponsdieren uit de klasse van de Hexactinellida.

## Soorten
- Semperella abyssalis Tabachnick & Lévi, 2000
- Semperella alba Tabachnick, 1988
- Semperella crosnieri Tabachnick & Lévi, 2000
- Semperella cucumis Schulze, 1895
- Semperella jiaolongae Gong, Li & Qiu, 2015
- Semperella megaloxea Vinod, George, Thomas & Manisseri, 2012
- Semperella schultzei (Semper, 1868)
- Semperella similis Ijima, 1927
- Semperella spicifera Schulze, 1904
- Semperella stomata Ijima, 1896
- Semperella varioactina Tabachnick & Lévi, 2000